# Perak Stadion
Das Perak Stadion (malaiisch Stadium Perak) ist ein Stadion in Ipoh, Distrikt Kinta, Perak, Malaysia. Es ist ein Teil des DBI Sports Complex, der andere Sportplätze beherbergt, die von Sportlern des Bundesstaates Perak benutzt werden, wie das Rakyat Velodrom (Radsport), Indera Mulia Stadium (Indoorarena) und das Sultan Azlan Shah Stadium (Hockey).

## Geschichte
Bevor das Stadion gebaut wurde, wurde der Grund von 1949 bis 1959 für ein Gefängnis benutzt, das als Lager für Kommunisten während der Malayan Emergency genutzt wurde.
Der Bau des Stadions begann im Januar 1964 und wurde im Juni 1965 abgeschlossen, mit einer maximalen Kapazität von 10.000 Plätzen. Zwei weitere Renovierungen vergrößerten das Stadion - 1975 (18.000 Plätze) und 1993 (30.000 Plätze).
Zuletzt wurde es 1997 modernisiert, um dort Spiele der U-20-Fußball-Weltmeisterschaft 1997 auszutragen, diese fanden jedoch in anderen Städten statt. 1999 kosteten die Renovierungen 1.949.000 RM, das der Staat Perak bezahlte. Seitdem liegt die Kapazität bei 42.500 Plätzen. Das Stadion beinhaltet ein Fußballfeld und eine IAAF-zertifizierte synthetische Tartanbahn.
Es ist das Heimstadion des Perak FA.